# Ministigmata
Ministigmata is een geslacht van spinnen uit de familie Microstigmatidae.

## Soorten
Het geslacht kent de volgende soort:
- Ministigmata minuta Raven & Platnick, 1981